# 秀全街道
秀全街道，是中华人民共和国广东省广州市花都区下辖的一个街道办事处。
秀全街道得名于太平天国天王洪秀全。洪秀全故里官禄布和冯云山故里禾落地都在今秀全街道大㘵村境内。
2013年12月2日，广东省民政厅批复同意广州市调整花都区部分行政区划，设立秀全街道办事处，管辖原新华街道的乐同村、大㘵村、官溪村、九潭村、朱村、岐山村、马溪村、红棉社区、雅宝社区，总面积54.19平方公里。秀全街道办事处驻车城大道1号。新华街道近郊汽车城部分片区即是秀全街道。有东风日产等大企业在此地扎根。拆分后，汽车产业将成为秀全街道的主要支柱产业。

## 行政区划
秀全街道下辖以下地区：
红棉社区、雅宝社区、荔红社区、花港社区、锦城社区、学府社区、乐同村、大㘵村、官溪村、九潭村、朱村、岐山村和马溪村。

## 交通
- 广清城际：乐同站